# باول زيمرمان
باول زيمرمان هو سياسي هولندي وصيني، ولد في 8 نوفمبر 1958 في روتردام في هولندا. نشط حزبياً في Civic Party ‏ (2006 – 2006) والديمقراطيون 66. في 2015 Hong Kong local elections ‏، انتخب Southern District councilor ‏ عن دائرة Pokfulam (constituency) ‏ خلال فترته النيابية ‏ (6 سبتمبر 2010 – ).